# Simon Colosimo
Simon Colosimo (Melbourne, 8 de janeiro de 1979) é um futebolista profissional australiano, atua como zagueiro.

## Carreira
Danny Milosevic representou a Seleção Australiana de Futebol, nas Olimpíadas de 2000 que atuou em casa. 